# Un veinard
Pour les articles homonymes, voir Money to Burn.
Pour plus de détails, voir Fiche technique et Distribution.
Un veinard (Money to Burn) est un film américain réalisé par Rowland V. Lee et sorti en 1922.

## Fiche technique
- Titre original : Money to Burn
- Réalisation : Rowland V. Lee
- Scénario : John Stone d'après un roman de Sewell Ford
- Production : Fox Film Corporation
- Image : David Abel
- Date de sortie : 2 avril 1922

## Distribution
- William Russell : Lucky Garrity
- Sylvia Breamer : Comtesse Vecchi
- Harvey Clark : Eppings
- Otto Matieson : Comte Vecchi